# I (니시노 카나의 노래)
〈I〉(아이)는 일본의 여성 가수 니시노 카나의 데뷔 싱글로, 2008년 2월 20일에 SME 레코드에서 발매되었다.

## 수록곡
| #            | 제목              | 재생 시간 |
| ------------ | ----------------- | --------- |
| 1.           | 〈I〉             | 3:50      |
| 2.           | 〈In Stereo〉     | 3:25      |
| 3.           | 〈Just a friend〉 | 4:39      |
| 총 재생 시간 | 총 재생 시간      | 11:54     |

## 차트 성적
- 오리콘 싱글 차트: 주간 최고 155위